# Antonius van Nieuwenhuizen
Eugenius Antonius van Nieuwenhuizen (L'Aia, 3 settembre 1879 – L'Aia, 16 gennaio 1957) è stato uno schermidore olandese.
Partecipò ai Giochi olimpici di Parigi 1900 nella gara di spada per maestri ma fu eliminato al primo turno.